# Южный котёл
«Ю́жный котёл» (также известен как Бои под Изварино, «Изва́ринский котёл», «Должа́нский котёл», «Сектор Д») — один из эпизодов войны на востоке Украины, произошедший летом 2014 года.

## Наступление украинских сил
В начале июня 2014 года командование Вооружённых сил Украины предприняло наступление вдоль украинско-российской границы с целью отрезать самопровозглашённые Луганскую Народную Республику и Донецкую Народную Республику от России и перекрыть возможности для поступления военной помощи и проникновения вооружённых формирований из России на территорию Украины. Наступление осуществлялось с юга от Амвросиевки в обход Саур-Могилы в направлении посёлка Изварино.
Группировка украинских войск (тактическая группировка «Кордон») первоначально состояла из трёх лёгких тактических групп (из состава 79-й отдельной аэромобильной бригады и 3-го полка спецназа) и двух тяжёлых батальонных групп (из состава 72-й механизированной бригады и 51-й механизированной бригады).
При этом силовикам не удалось установить контроль над основными высотами Донецкого кряжа и основными магистралями, проходящими в районе, поэтому наступавшие части продвигались по низинным степным грунтовым дорогам вдоль границы.
10 июля в Свердловский район Луганской области была переброшена батальонно-тактическая группа 24-й механизированной бригады для оказания помощи легким группам 79-й бригады в установлении контроля над Изварино и Червонопартизанском.
Натолкнувшись на ожесточённое сопротивление сепаратистов, украинские силы лишь частично выполнили поставленную задачу, оставив неперекрытым участок границы протяжённостью 80—100 км, после чего боевые действия перешли в позиционную фазу. На южной границе ДНР и ЛНР образовался длинный и узкий (шириной 8-10 км) выступ, контролируемый украинскими войсками, — так называемая «южная клешня», «южная кишка», «южный мешок».В частности, 11 июля в результате ракетной атаки с территории России базового лагеря под  Зеленопольем тактической группировки «Кордон» погибло 30 военнослужащих ВСУ и 7 пограничников.

## Окружение украинских сил
Самыми уязвимыми оказались направления Дмитровка — Кожевня и Степановка — Мариновка на юге, со стороны Донецкой области. 12 июля Игорь Гиркин прибыл в Снежное. Сепаратисты приступили к наращиванию сил на южном направлении. Одновременно продолжались обстрелы украинских войск и колонн снабжения, в том числе с применением реактивной артиллерии.
15 июля подразделениями ДНР была взята под контроль Степановка, 16 июля — Мариновка, в результате чего снабжение украинской группировки оказалось полностью парализованным.
17 июля представители вооружённых формирований ЛНР заявили об окружении группировки украинских войск.
В окружении оказались 72-я отдельная механизированная бригада, 79-я отдельная аэромобильная бригада. Сепаратисты заявили, что в окружении оказалась 24-я отдельная механизированная бригада, территориальный батальон «Шахтёр» и часть батальона «Азов». Согласно информации украинских СМИ, в окружении оказалась 28-я отдельная механизированная бригада.
25 июля около 40 военнослужащих 51-й механизированной бригады ВСУ перешли границу России в районе Изварино.

## Разблокирование «котла»

Обстановка в зоне боевых действий по состоянию на 16 июля

27 июля началась операция по деблокированию «Сектора Д», в которой были задействованы подразделения 30-й, 51-й механизированной, 95-й аэромобильной и 25-й воздушно-десантной бригад.
28 июля была взята Степановка, разблокированы находившиеся в районе границы подразделения 72-й механизированной бригады. 3 августа была взята Саур-Могила и начался вывод из окружения подразделений 24-й, 51-й, 72-й, 79-й бригад.
4 августа группа из 438 украинских силовиков (274 военнослужащих 72-й механизированной бригады и 164 пограничника) без оружия по гуманитарному коридору перешла на территорию России. Российские СМИ заявили, что военнослужащие обратились к России с просьбой об убежище. Украинские СМИ указывали, что военнослужащие были вынуждены отступить на территорию России в связи с израсходованием боеприпасов и невозможностью продолжать боевые действия, однако они не изменяли присяге и не просили об убежище, что подтвердили наблюдатели из ОБСЕ. Часть бойцов из состава 72-й механизированной бригады решила прорываться к основным подразделениям украинской армии через коридор у Мариновки, за который почти беспрерывно шли бои.
К вечеру 5 августа подразделения 72-й бригады присоединились к подразделениям 79-й бригады, дислоцирующимся возле Дьяково (что почти на границе Луганской и Донецкой областей, в 20 км от Мариновки).
6—7 августа выход деблокированных войск был завершён, однако во время прорыва под непрерывным артиллерийским огнём украинские войска понесли серьёзные потери. Сепаратисты в результате вдвое расширили контролируемую протяжённость границы.
7 августа председатель Совета Министров ДНР Александр Захарченко сообщил: «Окружённые в „южном котле“ силовики уже почти сдались. Там осталось 800 человек».
8 августа сепаратисты заявили, что захватили 67 единиц украинской военной техники различной степени годности, включая 18 РСЗО «Град», ЗРК «Оса», ПЗРК, 15 танков и бронетранспортёров, боевые машины пехоты, боевые машины десанта, гаубицы.